# Чхэ Мён Син
Чхэ Мён Син (кор. 채명신; 27 ноября 1926 года, в японском городе Танияме (в настоящее время Коксан, КНДР) — 25 ноября 2013 года, в Сеуле, Республика Корея) — генерал-лейтенант вооружённых сил Республики Корея.

## Корейская война
Чхэ Мён Син командовал корпусом Скелетон во время Корейской войны и достиг успехов в использовании партизанской тактики против северокорейской армии. В 1994 году Чхэ издал свои мемуары «За пределом» (кор. 사선을 넘고넘어), в которых написал про южнокорейских женщин используемых в качестве проституток во время Корейской войны.

## Война во Вьетнаме
Чхэ Мён Син проходил службу во Вьетнаме в качестве командира воинского контингента Республики Корея. Чхэ использовал жесткие методы борьбы против вьетнамцев в качестве ответа на их тактику партизанской войны. Жесткая политика генерала Чхэ вызвала серьёзную критику со стороны главнокомандующего американскими войсками во Вьетнаме Уильяма Уэстморленда. После нескольких массовых убийств вьетнамцев южнокорейскими войсками, Уильям Уэстморленд требовал расследовать деятельность Чхэ Мёна Сина на посту главнокомандующего корейскими войсками. На этот выпад Чхэ ответил, что массовые убийства осуществили военнослужащие Вьетконга. Однако, полковник армии США Роберт Морхед Кук сделал заключение, что резня во вьетнамских деревнях была проведена силами южнокорейской морской пехоты.

## Захоронение
25 ноября 2013 года Чхэ Мён Син был похоронен на Сеульском национальном кладбище.